# 두번째 서른
《두번째 서른》은 2019년 1월 2일부터 2019년 1월 30일까지 방송되었던 예능 프로그램이다.

## 기획 의도
60대에 접어든 네 사람이 5박 6일 동안 국내여행 자전거 라이딩 즐기면서 이야기를 나누는 여행담을 그린 예능 프로그램이다.

## 출연자
| 주인공 | 1일차 | 2일차 | 3일차 | 4일차 | 5일차 | 6일차 | 비고                                                                |
| ------ | ----- | ----- | ----- | ----- | ----- | ----- | ------------------------------------------------------------------- |
| 노사연 | 예    | 예    | 예    | 예    | 예    | 예    |                                                                     |
| 이성미 | 예    | 예    | 예    | 예    |       |       | 5일차 자전거 사고로 인해 손목 골절 부상으로 병원 입원하여 중도 하차 |
| 신형원 | 예    | 예    | 예    | 예    | 예    | 예    |                                                                     |
| 인순이 | 예    | 예    | 예    |       | 예    | 예    | 4일차 공연 관계로 잠시 하차 / 5일차부터 합류(복귀)                  |
| 알리   |       | 예    | 예    |       |       |       | 2일차부터 3일차까지 합류 / 4일차 이후 하차                          |
| 강균성 |       |       |       | 예    | 예    | 예    | 4일차부터 합류                                                      |

## 여행지
실제 2018년 11월 9일부터 2018년 11월 14일까지 촬영하였다.
- 1일차 : 부산 을숙도 → 거제도
- 2일차 : 거제도 → 통영 → 남해
- 3일차 : 남해 → 순천
- 4일차 : 순천 → 보성
- 5일차 : 보성 → 강진
- 6일차 : 강진 → 해남 (땅끝마을)

## 같이 보기
- 예순
- 환갑